# Babe Clarke
Babe Clarke, eigentlich Arthur Clarke oder Arthur Clark, (* um 1930 in Alabama) ist ein US-amerikanischer Jazz-Musiker (Saxophone: Alt, Bariton, Tenor; Flöte, Klarinette).
Clarke, der seinen Spitznamen als jüngstes Kind einer Musikerfamilie aus  Birmingham (Alabama) erhielt, studierte Musik an der Fess Whatley School. Er begann seine Musikerkarriere in Chicago und New York, spielte dann in den 1950er-Jahren Tenorsaxophon bei Johnny Hodges, weitere Aufnahmen entstanden in dieser Zeit mit Lawrence Brown und Benny Goodman. In den 1960er-Jahren gehörte er den Studio-Orchestern von Oliver Nelson und Gary McFarland an; dabei wirkte bei Plattensessions von Jimmy Smith, Etta Jones und Stan Getz mit, ferner bei Jack McDuff, George Benson und Herbie Hancock (Fat Albert Rotunda). Im folgenden Jahrzehnt arbeitete er u. a. mit Cannonball Adderley (African Waltz), Percy Mayfield, The Main Ingredient, Hermeto Pascoal, Gene Ammons, Bernard Purdie, Ella Fitzgerald, Lou Donaldson, Houston Person, Leon Thomas und Lena Horne. 1980 wurde er in die Alabama Jazz Hall of Fame aufgenommen. Im Bereich des Jazz war er zwischen 1953 und 1990 an 96 Aufnahmesessions beteiligt, zuletzt im Frank Wess Orchestra.
Seine Brüder sind die Jazzmusiker Pete Clarke (Holzblasinstrumente, 1911–1975) und Dick Clarke (Trompete).